# Mirophasma multispinosum
Mirophasma multispinosum är en insektsart som först beskrevs av Jean Guillaume Audinet Serville 1838.  Mirophasma multispinosum ingår i släktet Mirophasma och familjen Pseudophasmatidae. Inga underarter finns listade i Catalogue of Life.